# 廖述炘
廖述炘（1963年9月14日—2008年4月2日），又名廖湧，筆名黑傑克，綽號阿勇，台灣獨立運動人士，曾任台灣地下電台「海洋之聲廣播電台」臺北台台長、「台灣玉山網路電視台」公民記者，於2008年4月2日凌晨自焚身亡。

## 生平
廖述炘高職畢業後從事室內設計，妻子離世後改行開計程車，但是生意並不是很好，因而對社會現況相當不滿意。1995年，他受「台獨教父」彭明敏影響，從此投入台灣獨立運動不遺餘力，認為「建國是台灣唯一的活路」。此外，他非常重視台灣本土文化傳承，曾到偏遠國小擔任義務的台語教師。任職台灣玉山網路電視台公民記者期間，發表作品多為關注台灣歷史人文之作。

## 自焚
2008年4月2日凌晨一點，臺北縣新莊市中山路海洋之聲臺北台辦公室發生火警，火勢撲滅之後發現了廖述炘的屍體。初步判斷是廖述炘自焚，詳細的原因還要等待警方調查。

### 各界反應
海洋之聲發出聲明稿表示，廖述炘自焚的原因有三點：

1. 「臺灣國」的言論自由到現在還被打壓，統派媒體卻能肆無忌憚的妖言惑眾。
2. 堅持民主、自由、人權、建國的海洋之聲電台長期被抄台，迄今無法獲得公平發聲的機會。
3. 長昌（2008年中華民國總統選舉民主進步黨總統候選人蘇貞昌及副總統候選人謝長廷）敗選後，覺得未來更不可靠，民主與言論自由必然受到干涉與迫害。

海洋之聲執行長張志梅表示，廖述炘是建國黨義工。基督教恩友中心發出聲明稿，指廖述炘自焚前曾致電牧師，說自己投入過很多活動，但從未關照過貧寒及社會邊緣人，「對不起大家，走了很多不該走的路」，當晚還拿了新臺幣五千元到教會奉獻。
民主進步黨立法院黨團幹事長賴清德表示，呼籲民進黨支持者要往前看，切勿因選舉結果結束生命；並且承諾民進黨一定會克盡職責、重新贏回政權。
中國國民黨立法委員陳根德表示，海洋之聲只不過是個地下電台，搞得好像正義之師，簡直是笑死人了。
廖述炘是被認為是繼鄭南榕與詹益樺之後，第三位因為要求台灣獨立與言論自由而自焚身亡者。
台獨人士林建隆在廖述炘過世後所獻給他的一首詩：

無一蕊花是白開的 雖然有時也會凋謝

無一條路是白行的 雖然有時也會迷失

無一個夢是白做的 雖然有時也會驚醒

## 參照
- 鄭南榕
- 詹益樺